# Quận XX, Budapest
Quận XX, Budapest là một quận thuộc hạt főváros, Hungary. Quận này có diện tích 12,18 km², dân số năm 2010 là 63561 người, mật độ 5218 người/km².